# 외교전략정보본부
외교전략정보본부(外交戰略情報本部)는 대한민국 외교부의 하부조직이다. 서울특별시 종로구 사직로8길 60 정부서울청사에 위치하며, 본부장은 14등급인 외무공무원으로 보한다.

## 설치 근거
- 「외교부와 그 소속기관 직제」 제4조제2항

## 직무
처음 출범할 당시 주요 역할은 북한 핵문제 담당, 6자 회담 관련 외교 업무와 한반도 평화 체제 관련 외교 업무였다. 이후 2007년 7월 동북아 다자안보협력, 주변 국가와의 정치적 협력, 정전 협정에 관한 업무가 추가되었으며 2009년 1월 북한이탈주민 관련 업무가 추가되었고, 2024년 5월 북한인권 관련 업무가 다시 추가되었다. 현재 외교전략정보본부의 직무는 다음과 같다.
- 북한 핵문제 관련 외교정책의 수립·시행
- 6자회담 등 북한 핵문제 관련 협상에 관한 대책의 수립 및 교섭
- 북한 핵문제 관련 주요국과의 협의
- 북한 핵문제 관련 사항에 대한 홍보 및 협조
- 북한 핵문제 관련 유엔 및 국제원자력기구와의 협조에 관한 사항
- 제1호부터 제5호까지에서 규정한 사항 외에 북한 핵문제 관련 외교 업무
- 동북아 다자안보협력 관련 외교업무
- 한반도 평화체제에 관한 외교정책의 수립·조정 및 교섭
- 한반도 평화체제 관련 주요국과의 협의
- 한반도 평화체제 관련 사항에 대한 홍보 및 협조
- 한반도 평화문제에 대한 다른 국가와의 협력에 관한 외교정책의 기획·조정
- 통일 문제와 대북한 정책에 관한 외교정책의 수립·시행 및 총괄·조정
- 한반도 정전협정체제에 관한 외교정책의 수립·조정 및 교섭
- 재외 북한이탈주민 관련 외교업무의 총괄·조정
- 북한인권에 관한 정책

## 역사
대한민국 정부는 수립 이래 분단 상황을 종식시키고 한반도에 평화를 정착시키기 위한 활동을 이어왔다. 하지만 1972년 이후락 중앙정보부장이 비밀리에 조선민주주의인민공화국(북한)을 방문해 7·4 남북 공동 성명을 성사시킨 사례에서 보듯이 남북 관계는 정보기관이 중심이 된 밀실 접촉에 의존해왔다. 공개적인 접촉도 있었지만 이는 물밑접촉이 동반되곤 했다. 2003년 대한민국의 대통령으로 취임한 노무현은 대북송금 사건을 계기로 대북 관계를 밀실접촉에 의존하지 않겠다는 원칙을 세웠다. 실제로 노무현 정부가 출범한 직후 북한이 비밀리에 접촉해왔으나 노무현은 이에 대한 특사 파견을 거부했고 2005년에는 정동영 통일부 장관이 김정일 북한 국방위원장과의 면담 일정을 공개하는 등 이전 정부와는 다른 행보를 보였다. 2006년 이종석을 통일부 장관에 기용한 것도 남북정상회담을 앞두고 통일부가 주무부서의 역할을 담당하도록 하여 밀실교섭을 배격하려는 의도였다.
또한 한반도 평화는 당사자인 남북만의 문제가 아니었기에 관련국인 미국, 일본, 러시아, 중화인민공화국이 참여하는 6자 회담이 함께 한반도 문제를 논의해왔다. 하지만 6개국의 의견을 조율하는 것은 어려운 일이었고 한국의 독자적인 대북 정책도 준비할 필요가 있었다. 이러한 상황을 감안하여 노무현 정부 때 산적한 대북 과제를 해결하고자 외교부 조직 개편을 준비하기 시작했다. 당시 6자 회담 수석대표는 외교부 차관보가 맡았는데 이른바 한반도평화외교본부를 만들어서 본부장이 수석대표를 맡고 한반도 평화 협상도 담당시키고자 했다. 이는 외교부 차관보의 업무가 지나치게 6자 회담과 북핵 문제에 편중돼 있었고 수석대표의 직급을 차관급으로 하는 국가들이 있었기에 이를 함께 고려한 것이었다.
사실 외교부는 북핵 문제를 전담하기 위해 2004년 2월 국장급 기구로 북핵외교기획단을 만든 바 있었다. 2005년 9월 북한이 모든 핵무기를 파기하고 핵확산방지조약(NPT) 복귀를 약속한 9·19 공동성명이 이루어지자 정원 11명이던 북핵기획단을 확대하는 방안이 검토되었고 그 연장선상으로 북핵기획단을 바탕으로 한반도평화외교본부를 창설하는 문제가 논의된 것이었다.
하지만 2005년 7월 복수차관제 도입으로 제2차관을 신설한지 4개월밖에 지나지 않은 시점에서 차관급 본부장을 도입해 사실상의 제3차관을 증원하는 것에 대한 부정적 여론도 있었다. 차관급 기구가 필요한 이유를 명확하게 설명하지 못한 채 북핵 문제 대처를 명분으로 외교부가 덩치만 키운다는 비판이 제기되었던 것이다.
외교부의 잇단 조직 팽창에 정부 조직 업무를 담당하는 행정자치부도 제동을 걸었다. 결국 2006년 3월 한반도평화교섭본부가 정식으로 만들어졌지만 3년동안 유지되는 한시조직으로 출범했다. 조직은 기존의 북핵기획단을 흡수하고 평화체제교섭기획단을 새로 만들어 2국 체제로 이루어졌다. 이후 한반도평화교섭본부는 2009년과 2010년에 각각 1년씩 기한이 연장되었다. 그러다가 북핵과 평화정착 업무의 특성을 고려해 상설기구로 전환할 필요성이 제기되었다. 국회도 장기적인 외교역량 축적과 치밀한 외교전략이 필요한 시점이라며 「정부조직법」 개정안을 발의했고 2011년 정규 조직으로 전환되었다. 정부는 북핵 문제가 장기화되는 상황에서 북핵 문제가 한반도에 미치는 영향을 감안하여 주도적 대응을 지속할 필요가 있다고 생각하여 내린 결정이라고 밝혔다.
하지만 북핵 외교의 컨트롤타워 역할을 해야 할 한반도평화교섭본부가 제역할을 하지 못한다는 비판도 있다. 한 해 예산이 50억 원이 넘는데 북핵 문제를 주도적으로 해결하려는 의지를 보이지 못했고 본부장들은 경력 관리만 신경쓰며 승진을 위한 징검다리로만 여겼다는 것이다. 외교부 내에서도 '아무 것도 돌아가는 일이 없다'는 비판이 나왔고 문재인 정부 출범 후에 폐지론도 검토되었지만 6자 회담 수석대표로서의 지위를 고려하여 존치하기로 했다고 한다.

### 연혁
- 2006년 3월 29일: 3년 동안 존속하는 한시조직으로 외교통상부에 한반도평화교섭본부 설치.[14]
- 2009년 3월 25일: 존속기간을 1년 연장.[15]
- 2010년 3월 23일: 존속기간을 1년 연장.[16]
- 2011년 3월 29일: 상설조직으로 전환.[17]
- 2013년 3월 23일: 외교부의 하부조직으로 변경.[18]
- 2024년 5월 28일: 한반도평화교섭본부에서 외교전략정보본부로 개편.[19]

## 조직
본부장 아래 2단 4과를 두며, 단장은 고위공무원단 나등급에 속하는 외무공무원으로, 과장은 8등급 외무공무원으로 보한다.

## 같이 보기
- 대한민국 외교부
- 외교전략정보본부장